# Mimizan
Mimizan (occitanska: Mamisan) är en kommun i departementet Landes i regionen Nouvelle-Aquitaine i sydvästra Frankrike. Kommunen ligger i kantonen Mimizan som tillhör arrondissementet Mont-de-Marsan. År 2022 hade Mimizan 7 449 invånare.

## Befolkningsutveckling
Antalet invånare i kommunen Mimizan
Referens:INSEE